# Голиздрин, Александр
Александр Голиздрин (13 сентября 1965, Абхазия) — российский художник.

## Биография
С 1996 по 1998 год преподавал в Уральской государственной архитектурно-художественной академии.
Член объединения «Eurocon», организатор и директор галереи «Eurocon им. В. Курицына» (1996-1998).
Занимаясь рекламными практиками, провёл в Галерее современного искусства Архитектурной академии презентацию художественного проекта «Сезоны «Сентозы». BIRTH MARK. Радикальные рекламные технологии».

## Известные акции
- 1995 — «Похищение Европы». Голиздрин привез нелегальным образом из Швейцарии 16 килограммов гальки и высыпал её у железнодорожного полотна в Саратовской области[2].
- 1995 — «Дискретное смещение пешеходной линии в условиях паркового ландшафта». С полутора квадратных метров территории был снят дёрн и повернут по часовой стрелке, чтобы кусок наличествующей на нём тропинки перенесся на полметра влево.
- 1995 — «Сад». Зимой в пустынном карьере под Березовским в лед было высажено 12 саженцев яблони.
- 1991 — «Терапия-2».